# Ectopria nervosa
Ectopria nervosa là một loài bọ cánh cứng trong họ Psephenidae. Loài này được Melsheimer miêu tả khoa học đầu tiên năm 1844.